# یونی اریتا
یونی اریتا (انگلیسی: Unai Arieta؛ زادهٔ ۱۶ ژوئن ۱۹۹۹) بازیکن فوتبال است.
از باشگاه‌هایی که در آن بازی کرده‌است می‌توان به باشگاه فوتبال ایبار اشاره کرد.